# Torcy (Saône-et-Loire)
Pour les articles homonymes, voir Torcy.
Torcy est une commune française située dans le département de Saône-et-Loire, en région Bourgogne-Franche-Comté.
La commune est située au cœur d'un important bassin houiller exploité entre les années 1820 et 1912 par les houillères de Montchanin.

## Géographie

### Géologie
La commune repose sur le bassin houiller de Blanzy daté du Stéphanien (daté entre -307 et -299 millions d'années).

### Climat
Pour des articles plus généraux, voir Climat de la Bourgogne-Franche-Comté et Climat de Saône-et-Loire.
En 2010, le climat de la commune est de type climat océanique dégradé des plaines du Centre et du Nord, selon une étude du Centre national de la recherche scientifique s'appuyant sur une série de données couvrant la période 1971-2000. En 2020, Météo-France publie une typologie des climats de la France métropolitaine dans laquelle la commune est exposée à un climat océanique altéré et est dans la région climatique Lorraine, plateau de Langres, Morvan, caractérisée par un hiver rude (1,5 °C), des vents modérés et des brouillards fréquents en automne et hiver.
Pour la période 1971-2000, la température annuelle moyenne est de 10,5 °C, avec une amplitude thermique annuelle de 16,8 °C. Le cumul annuel moyen de précipitations est de 910 mm, avec 11,8 jours de précipitations en janvier et 7,3 jours en juillet. Pour la période 1991-2020, la température moyenne annuelle observée sur la station météorologique de Météo-France la plus proche, « Saint-Symphorien de Marmagne », sur la commune de Saint-Symphorien-de-Marmagne à 10 km à vol d'oiseau, est de 11,1 °C et le cumul annuel moyen de précipitations est de 974,4 mm. 
La température maximale relevée sur cette station est de 42 °C, atteinte le 18 juillet 1964 ; la température minimale est de −22 °C, atteinte le 16 janvier 1985,,.
Les paramètres climatiques de la commune ont été estimés pour le milieu du siècle (2041-2070) selon différents scénarios d'émission de gaz à effet de serre à partir des nouvelles projections climatiques de référence DRIAS-2020. Ils sont consultables sur un site dédié publié par Météo-France en novembre 2022.

## Urbanisme

### Typologie
Au 1er janvier 2024, Torcy est catégorisée ceinture urbaine, selon la nouvelle grille communale de densité à sept niveaux définie par l'Insee en 2022.
Elle appartient à l'unité urbaine du Creusot, une agglomération intra-départementale regroupant six  communes, dont elle est une commune de la banlieue,,. Par ailleurs la commune fait partie de l'aire d'attraction du Creusot, dont elle est une commune de la couronne,. Cette aire, qui regroupe 22 communes, est catégorisée dans les aires de moins de 50 000 habitants,.

### Occupation des sols
L'occupation des sols de la commune, telle qu'elle ressort de la base de données européenne d’occupation biophysique des sols Corine Land Cover (CLC), est marquée par l'importance des territoires agricoles (58,9 % en 2018), en diminution par rapport à 1990 (60,4 %). La répartition détaillée en 2018 est la suivante : prairies (35,7 %), zones agricoles hétérogènes (15,8 %), forêts (14 %), zones industrielles ou commerciales et réseaux de communication (10,3 %), zones urbanisées (9 %), eaux continentales (7,9 %), terres arables (7,4 %). L'évolution de l’occupation des sols de la commune et de ses infrastructures peut être observée sur les différentes représentations cartographiques du territoire : la carte de Cassini (XVIIIe siècle), la carte d'état-major (1820-1866) et les cartes ou photos aériennes de l'IGN pour la période actuelle (1950 à aujourd'hui).

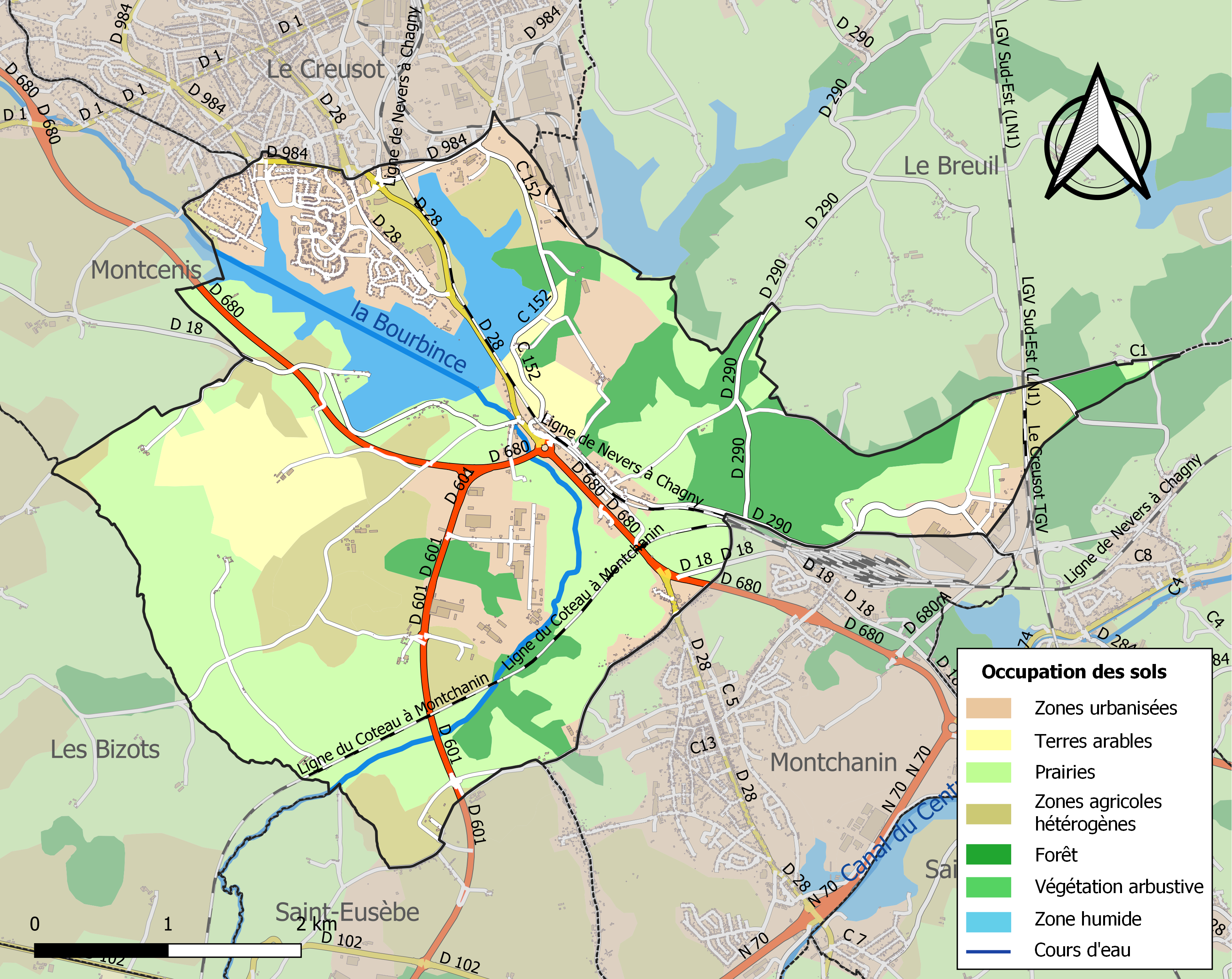
Carte des infrastructures et de l'occupation des sols de la commune en 2018 (CLC).

## Histoire
1789 : Torcy plante son arbre de la Liberté (un saule blanc), arbre centenaire qui devra être partiellement soutenu par une maçonnerie (1889) et sera finalement abattu en juillet 1965.
Les houillères de Montchanin exploitent du charbon sur la commune entre les années 1820 et 1912.

Les mines des charbon de Torcy.
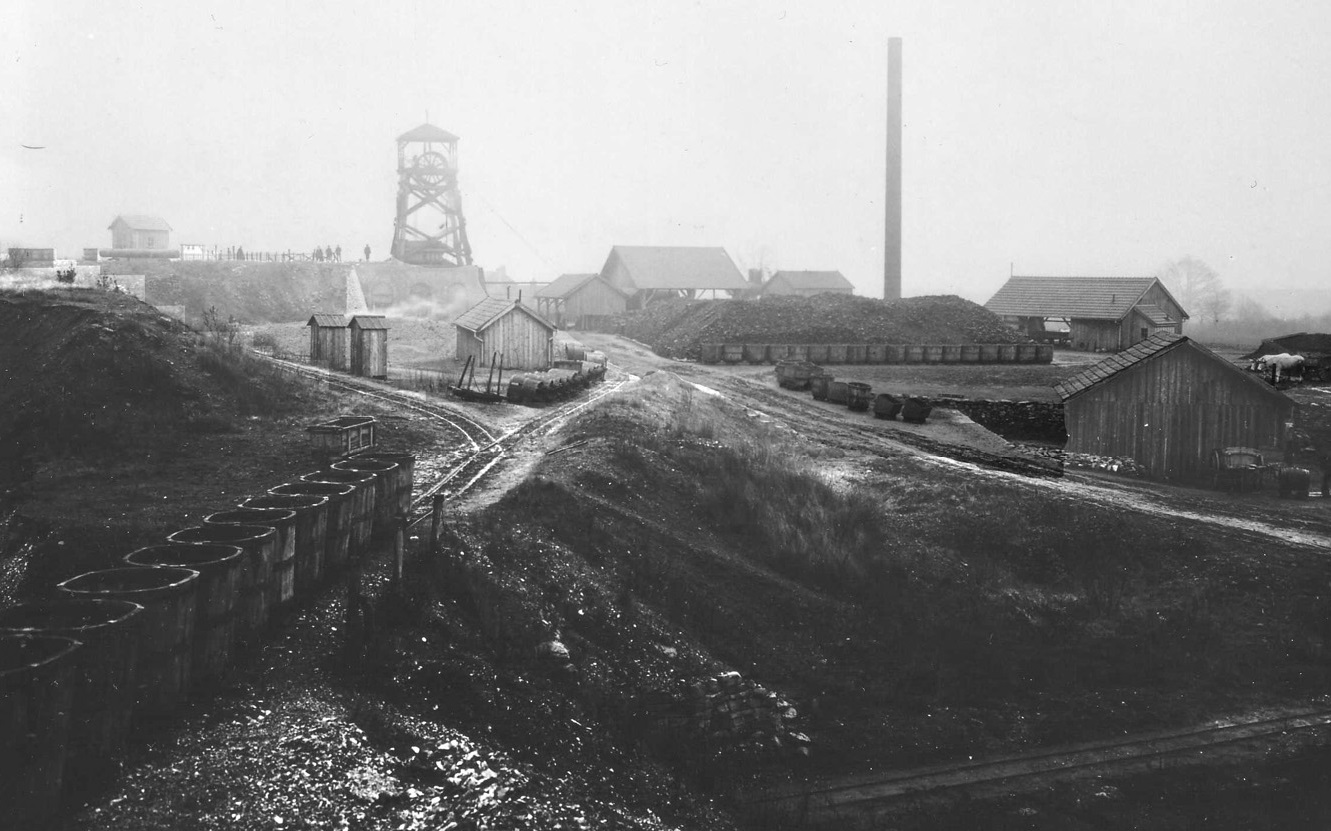
Le puits de Longpendu vers 1900.
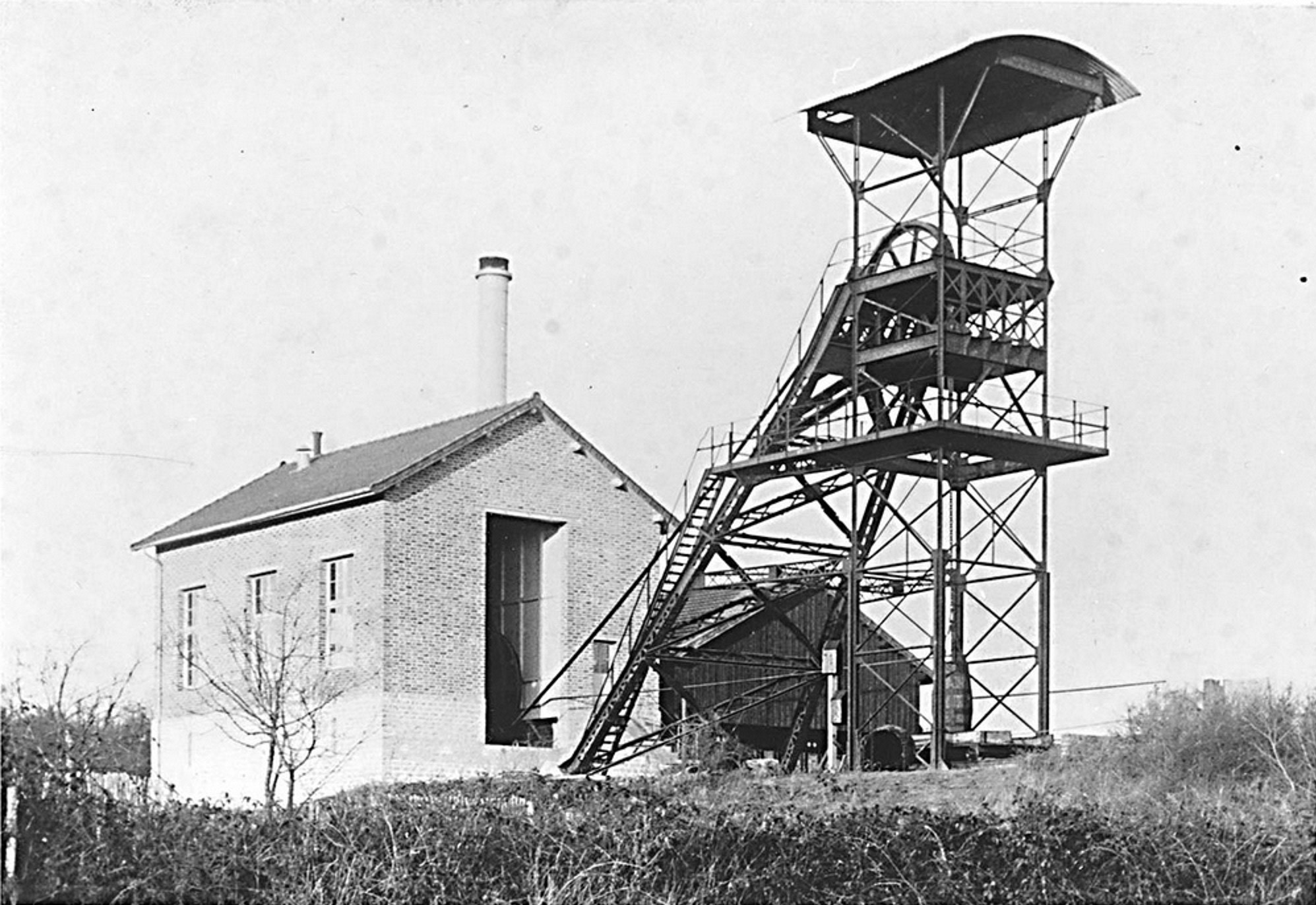
Puits Sainte-Barbe de Montchanin vers 1912.

Au début des années 1970, la construction de la résidence du Lac contribue à doubler la population de la ville. Classée quartier prioritaire, elle rassemble plus du tiers de la population communale en 2020, avec 1 154 habitants.

## Politique et administration

### Liste des maires
| Période                                  | Période   | Identité        | Étiquette | Qualité                                      |
| ---------------------------------------- | --------- | --------------- | --------- | -------------------------------------------- |
| mars 1977                                | mars 1989 | Fernand Maumet  | PCF       | Instituteur                                  |
| mars 1989                                | mars 2020 | Roland Fuchet   | PS        | Professeur d'enseignement technique retraité |
| mars 2020                                | En cours  | Philippe Pigeau | Sans      | Chargé d'insertion professionnelle           |
| Les données manquantes sont à compléter. |           |                 |           |                                              |

## Démographie
L'évolution du nombre d'habitants est connue à travers les recensements de la population effectués dans la commune depuis 1793. Pour les communes de moins de 10 000 habitants, une enquête de recensement portant sur toute la population est réalisée tous les cinq ans, les populations de référence des années intermédiaires étant quant à elles estimées par interpolation ou extrapolation. Pour la commune, le premier recensement exhaustif entrant dans le cadre du nouveau dispositif a été réalisé en 2004.

En 2022, la commune comptait 2 805 habitants, en évolution de −7,27 % par rapport à 2016 (Saône-et-Loire : −1,06 %, France hors Mayotte : +2,11 %).
| 1793 | 1800 | 1806 | 1821 | 1831 | 1836 | 1841 | 1846 | 1851 |
| ---- | ---- | ---- | ---- | ---- | ---- | ---- | ---- | ---- |
| 415  | 186  | 407  | 390  | 392  | 522  | 548  | 556  | 761  |

| 1856  | 1861  | 1866 | 1872 | 1876 | 1881 | 1886  | 1891 | 1896  |
| ----- | ----- | ---- | ---- | ---- | ---- | ----- | ---- | ----- |
| 1 028 | 1 379 | 712  | 765  | 915  | 937  | 1 082 | 963  | 1 144 |

| 1901  | 1906  | 1911  | 1921  | 1926  | 1931  | 1936  | 1946  | 1954  |
| ----- | ----- | ----- | ----- | ----- | ----- | ----- | ----- | ----- |
| 1 102 | 1 215 | 1 317 | 1 419 | 1 328 | 1 226 | 1 204 | 1 204 | 1 759 |

| 1962  | 1968  | 1975  | 1982  | 1990  | 1999  | 2004  | 2006  | 2009  |
| ----- | ----- | ----- | ----- | ----- | ----- | ----- | ----- | ----- |
| 1 718 | 1 541 | 4 400 | 4 865 | 4 059 | 3 554 | 3 136 | 2 996 | 3 096 |

| 2014  | 2019  | 2022  | - | - | - | - | - | - |
| ----- | ----- | ----- | - | - | - | - | - | - |
| 3 062 | 2 813 | 2 805 | - | - | - | - | - | - |

## Vie locale

### Culte
Torcy relève de la nouvelle paroisse Saint-François d’Assise, qui résulte de la fusion des anciennes paroisses de l’Épiphanie et de Saint-Joseph ouvrier (paroisse regroupant quinze clochers répartis au Creusot et aux alentours).

## Culture locale et patrimoine

### Lieux et monuments
- L'église, sous le vocable de saint Barthélemy, faite d'une nef sans transept, dont la donation à la commune date du 31 août 1859[23] ;
- le château de Torcy, du XVIIIe siècle, qui fut cédé à la famille Schneider en 1918 puis devint la propriété de la société Creusot-Loire ;
- la chapelle Notre-Dame-du-Travail, construite en 1958 sur le boulevard de la Mouillelongue à destination des habitants de ces nouveaux quartiers de Torcy (chapelle présentant la particularité de disposer de beaux vitraux modernes de Jacques Le Chevallier, maître-verrier qui créa notamment des vitraux à Notre-Dame de Paris)[24] ;
- le lac de Torcy.
- Il subsiste plusieurs vestiges de l'exploitation minière sur le territoire de la commune, notamment, le puits Sainte-Barbe de Montchanin[25].

Vestiges miniers de Torcy.
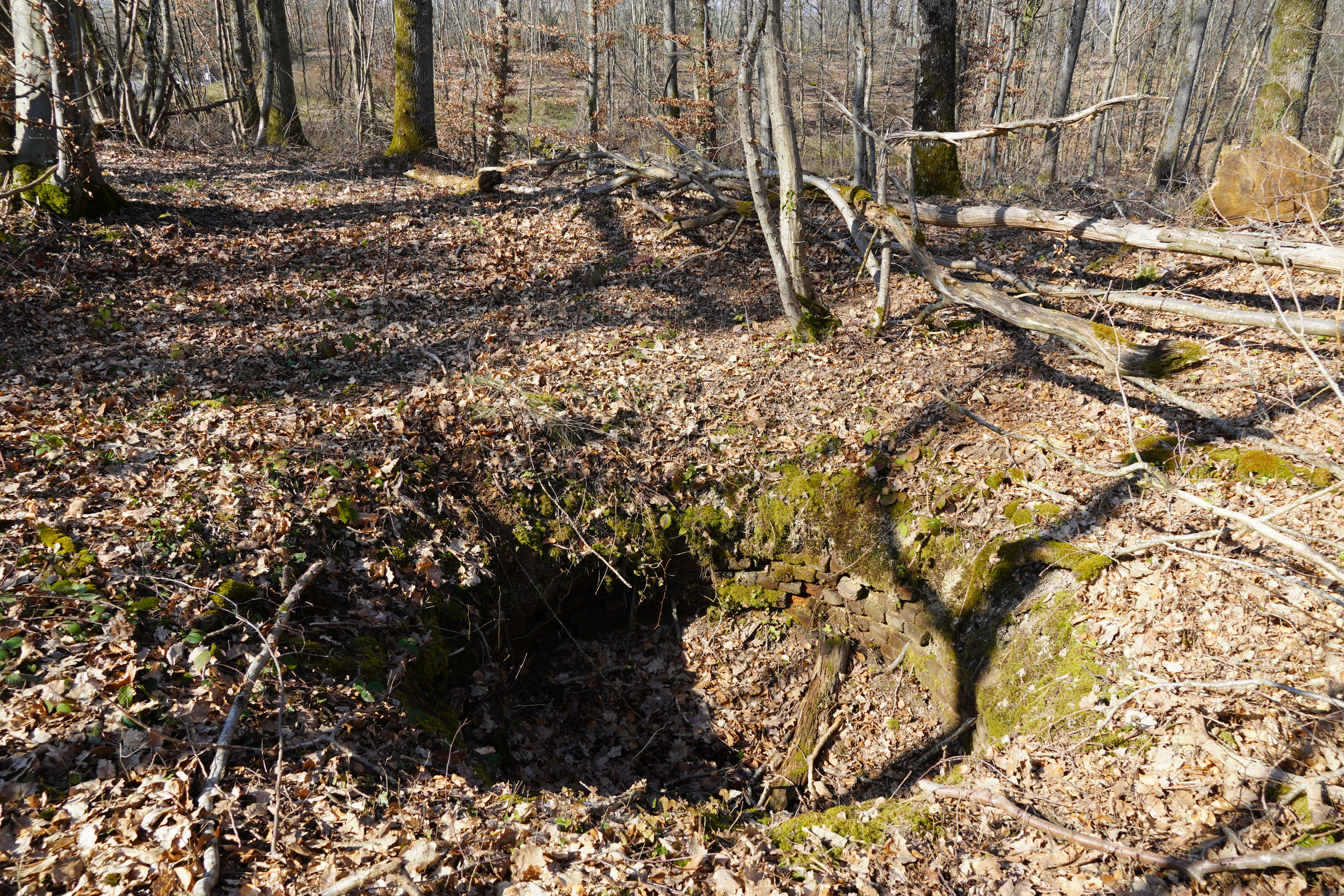
Le puits de Montaigu no 1.
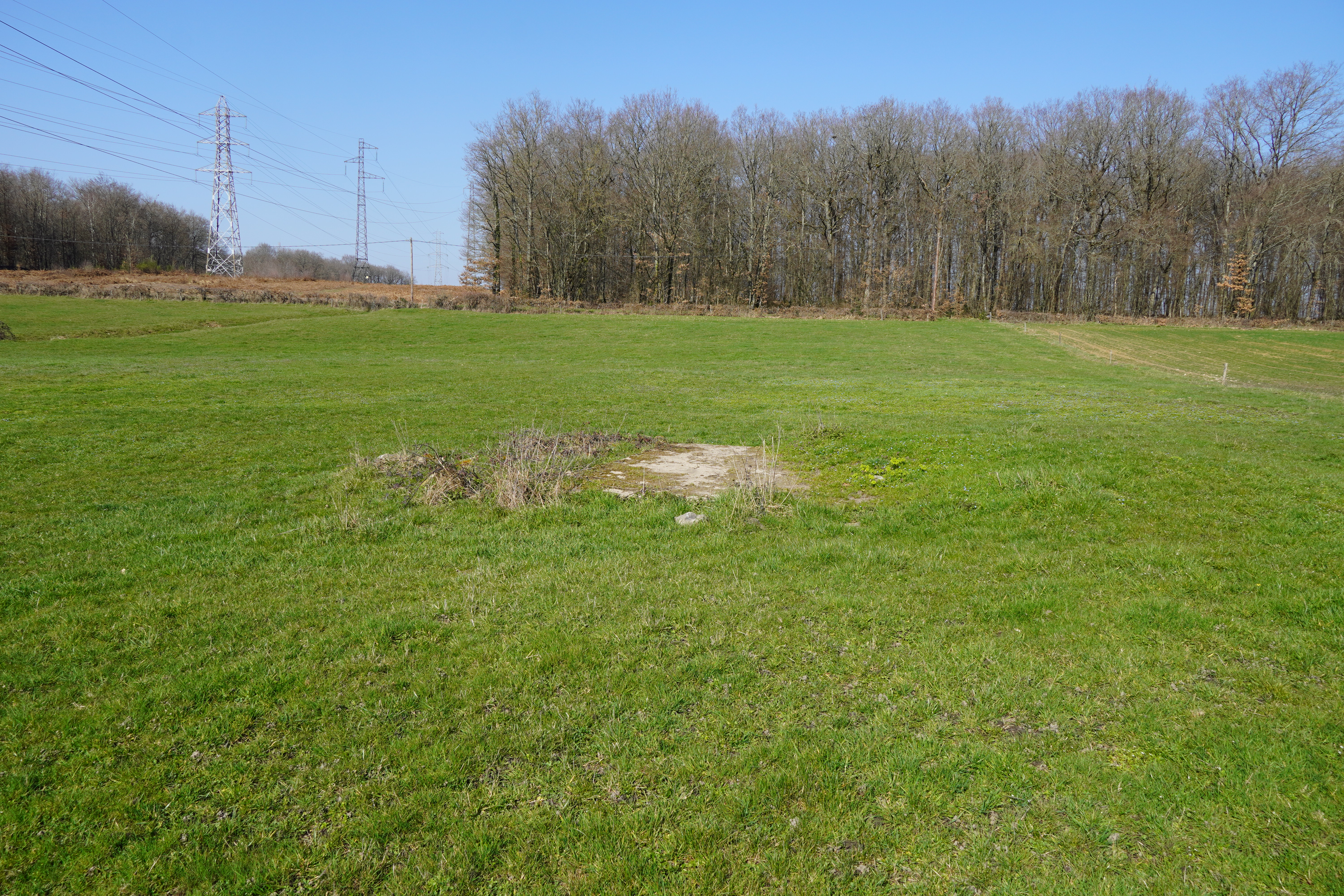
Le puits Lazare obstrué par une dalle en béton.
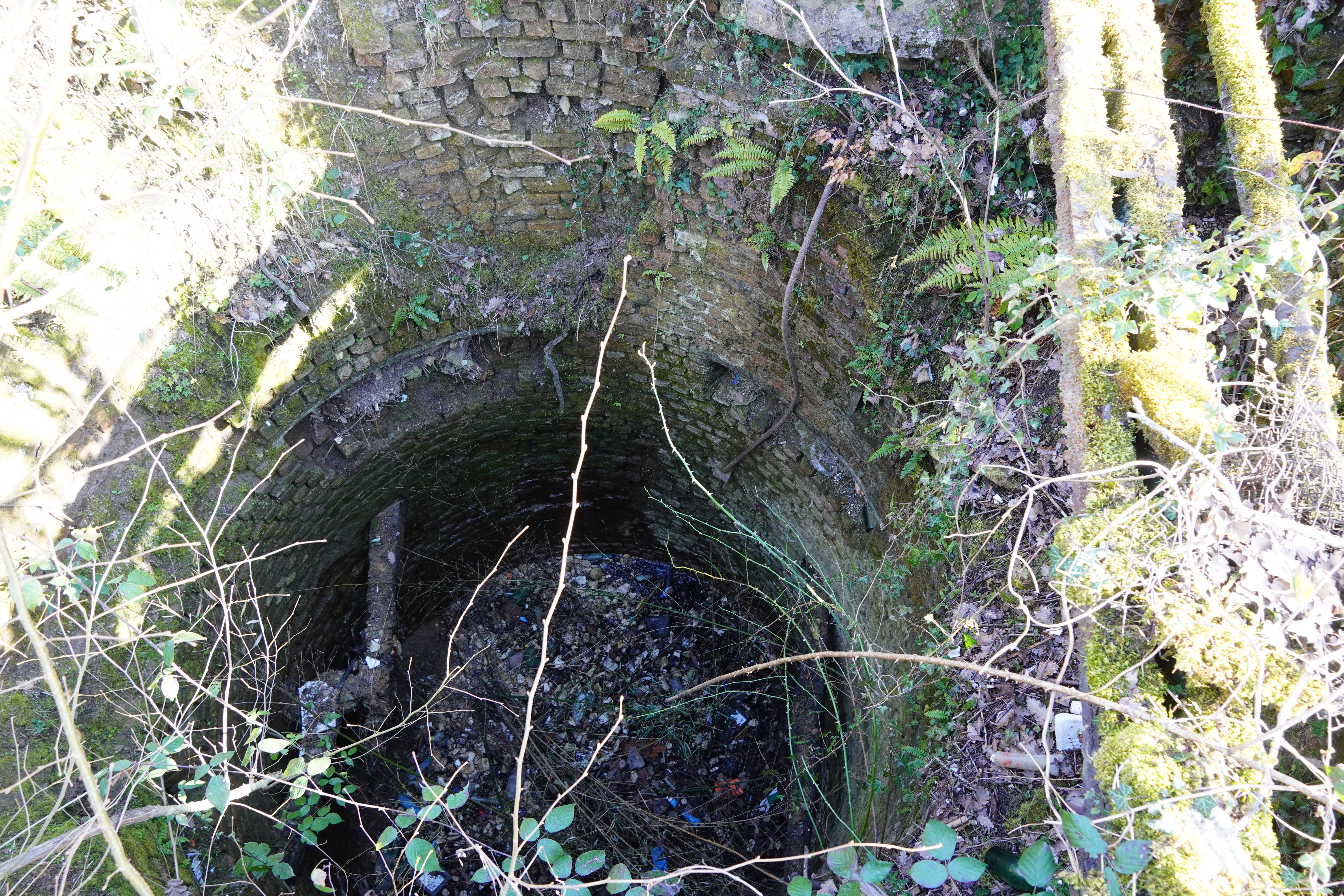
L'orifice du puits Sainte-Barbe de Montchanin.
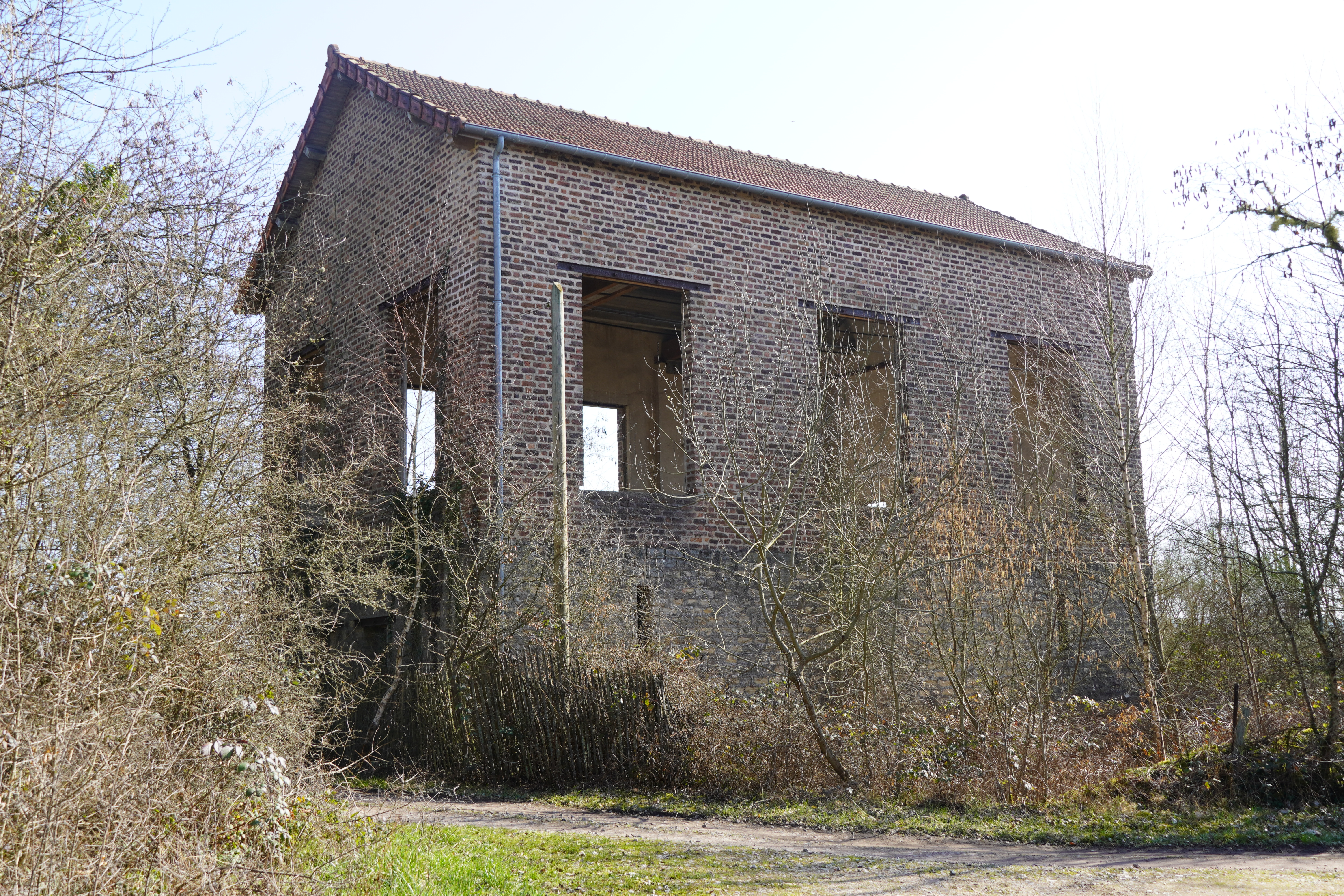
Le bâtiment de la machine d'extraction du même puits.

### Personnalités liées à la commune
- René Martin (1916-1982), as aux neuf victoires homologuées du régiment de chasse Normandie-Niémen, qui repose au cimetière de Torcy.

## Pour approfondir